# Championnat d'Angleterre de rugby à XV 1992-1993
Navigation
Courage League
 1991-1992 Courage League 1993-1994
Le Championnat d'Angleterre de rugby à XV 1992-1993, appelé Courage League 1992-1993 du nom de son sponsor, oppose les treize meilleures équipes anglaises de rugby à XV. Au cours de la compétition, toutes les équipes s'affrontent une fois. L'équipe première du classement final est sacrée championne. Pour cette édition, les quatre dernières équipes sont reléguées en seconde division afin de réduire la compétition à dix clubs pour la saison suivante.
Cette saison, les London Scottish et West Hartlepool accèdent à l'élite et remplacent les clubs de Nottingham et de Rosslyn Park relégués en seconde division.
Le club de Bath Rugby termine en tête de la compétition et remporte un troisième titre consécutif grâce à son style de jeu basé sur le mouvement, alors que le championnat d'Angleterre est réputé pour être un championnat plus basé sur le physique des joueurs que sur leurs capacités à déplacer le jeu par des passes.
Les London Scottish, les Saracens, West Hartlepool et les Rugby Lions sont relégués en Courage Clubs Championship.

## Liste des équipes en compétition
La compétition oppose pour la saison 1992-1993 les treize meilleures équipes anglaises de rugby à XV :
| - Bath Rugby - Bristol Rugby - Gloucester RFC - Harlequins | - Leicester Tigers - London Irish - London Scottish - Northampton Saints - Orrell | - Rugby Lions - Saracens - Wasps - West Hartlepool |

## Classement de la phase régulière
| Rang | Club                | J  | V  | N | D  | Pm  | Pe  | Diff | Pts |
| ---- | ------------------- | -- | -- | - | -- | --- | --- | ---- | --- |
| 1    | Bath Rugby (T)      | 12 | 11 | 0 | 1  | 355 | 97  | +258 | 22  |
| 2    | Wasps               | 12 | 11 | 0 | 1  | 191 | 118 | +73  | 22  |
| 3    | Leicester Tigers    | 12 | 9  | 0 | 3  | 220 | 116 | +104 | 18  |
| 4    | Northampton Saints  | 12 | 8  | 0 | 4  | 215 | 150 | +65  | 16  |
| 5    | Gloucester RFC      | 12 | 6  | 0 | 6  | 173 | 151 | +22  | 12  |
| 6    | Bristol Bears       | 12 | 6  | 0 | 6  | 148 | 169 | -21  | 12  |
| 7    | London Irish        | 12 | 6  | 0 | 6  | 175 | 223 | -48  | 12  |
| 8    | Harlequins          | 12 | 5  | 1 | 6  | 197 | 187 | +10  | 11  |
| 9    | Orrell RUFC         | 12 | 5  | 0 | 7  | 175 | 183 | -8   | 10  |
| 10   | London Scottish (P) | 12 | 3  | 1 | 8  | 192 | 248 | -56  | 7   |
| 11   | Saracens            | 12 | 3  | 0 | 9  | 137 | 180 | -43  | 6   |
| 12   | West Hartlepool (P) | 12 | 3  | 0 | 9  | 149 | 236 | -87  | 6   |
| 13   | Rugby Lions         | 12 | 1  | 0 | 11 | 104 | 368 | -264 | 2   |

|  | Champion d'Angleterre (no 1).                                                                 |
|  | Relégués en Courage Clubs Championship pour la saison 1993-1994 (no 10, no 11, no 12, no 13). |
|  | T : tenant du titre 1992 • P : promus 1992                                                    |

Attribution des points: victoire sur tapis vert : 2, victoire : 2, match nul : 1, défaite : 0, forfait : -2.
Règles de classement: ??????

## Résultats des rencontres
L'équipe qui reçoit est indiquée dans la colonne de gauche.
| Clubs              | BAT   | BRI   | GLO   | HAR   | LEI   | LOI   | LOS   | NOR   | ORR   | RLI   | SAR   | WAS   | WHA   |
| ------------------ | ----- | ----- | ----- | ----- | ----- | ----- | ----- | ----- | ----- | ----- | ----- | ----- | ----- |
| Bath Rugby         |       |       |       | 22-6  |       | 42-19 | 40-6  |       | 39-3  | 61-7  |       | 22-11 |       |
| Bristol Rugby      | 8-31  |       | 9-22  |       | 15-10 |       |       |       | 23-11 |       | 12-7  |       | 19-11 |
| Gloucester RFC     | 0-20  |       |       | 25-5  |       |       |       |       | 8-13  | 21-12 | 19-5  |       | 6-21  |
| Harlequins         |       | 16-0  |       |       |       | 47-24 | 22-22 | 7-12  |       | 35-14 |       | 13-15 |       |
| Leicester Tigers   | 3-13  |       | 22-11 | 23-0  |       |       |       |       | 9-0   |       | 30-3  |       | 21-8  |
| London Irish       |       | 9-7   | 6-18  |       | 14-30 |       |       | 12-3  |       |       | 10-9  |       | 25-13 |
| London Scottish    |       | 8-11  | 8-3   |       | 11-18 | 28-21 |       | 21-34 |       |       |       |       | 10-15 |
| Northampton Saints | 11-8  | 16-6  | 16-21 |       | 12-13 |       |       |       |       |       | 21-17 |       | 55-9  |
| Orrell             |       |       |       | 18-16 |       | 8-12  | 13-10 | 9-10  |       | 66-0  |       | 10-11 |       |
| Rugby Lions        |       | 21-32 |       |       | 5-28  | 0-14  | 20-45 | 7-13  |       |       |       | 3-34  |       |
| Saracens           | 13-19 |       |       | 3-18  |       |       | 41-17 |       | 6-9   | 14-9  |       | 9-13  |       |
| Wasps              |       | 7-6   | 14-9  |       | 14-13 | 18-9  | 10-6  | 20-12 |       |       |       |       |       |
| West Hartlepool    | 10-38 |       |       | 9-12  |       |       |       |       | 39-15 | 5-6   | 3-10  | 6-19  |       |

|  | Victoire à domicile |  | Match nul |  | Défaite à domicile |